# Municipio de Wagendorf
El municipio de Wagendorf (en inglés: Wagendorf Township) es un municipio ubicado en el condado de Hettinger en el estado estadounidense de Dakota del Norte. En el año 2010 tenía una población de 17 habitantes y una densidad poblacional de 0,18 personas por km².

## Geografía
El municipio de Wagendorf se encuentra ubicado en las coordenadas 46°19′6″N 102°43′36″O / 46.31833, -102.72667. Según la Oficina del Censo de los Estados Unidos, el municipio tiene una superficie total de 93.17 km², de la cual 93,14 km² corresponden a tierra firme y (0,03 %) 0,02 km² es agua.

## Demografía
Según el censo de 2010, había 17 personas residiendo en el municipio de Wagendorf. La densidad de población era de 0,18 hab./km². De los 17 habitantes, el municipio de Wagendorf estaba compuesto por el 100 % blancos. Del total de la población el 0 % eran hispanos o latinos de cualquier raza.